# 訃報 2003年10月
訃報 2003年10月（ふほう 2003ねん10がつ）では、2003年（平成15年）10月中に物故した、又は物故が報じられた人物についてまとめる。

## （1日 - 15日）

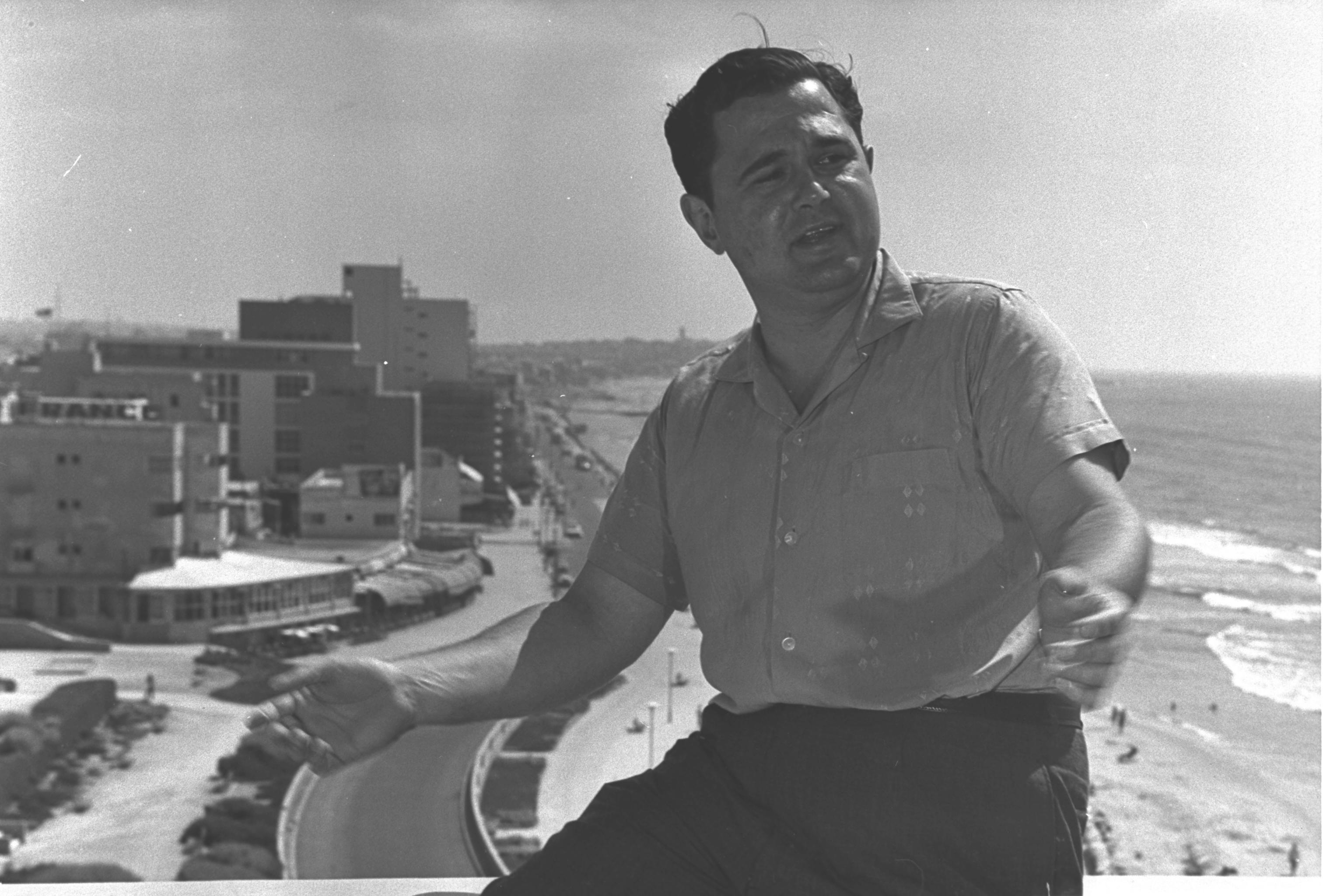
ユージン・イストミン／10月10日没

- 10月3日 - ウィリアム・スタイグ、漫画家・児童文学作家（* 1907年）
- 10月8日 - 田代照勝、プロ野球選手（* 1934年）
- 10月9日 - 泉巌夫、讀賣テレビ放送代表取締役社長（* 1934年）
- 10月10日 - エイラ・ヒルツネン、彫刻家（* 1922年）
- 10月10日 - ユージン・イストミン、ピアニスト（* 1925年）
- 10月13日 - 水芦光子、小説家（* 1914年）
- 10月14日 - 横山まさみち - 漫画家（* 1930年）

## （16日 - 31日）

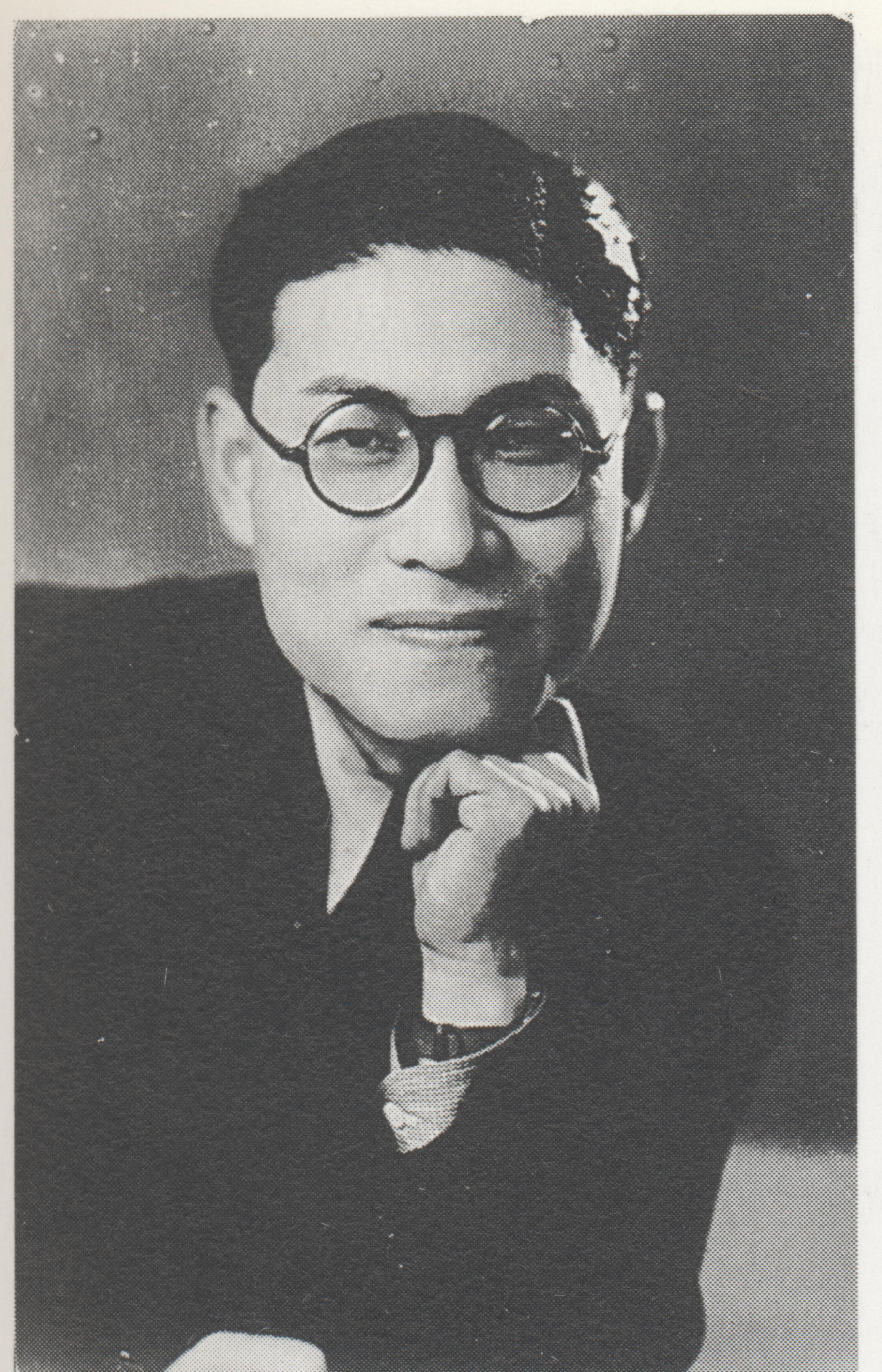
塩まさる／10月16日没

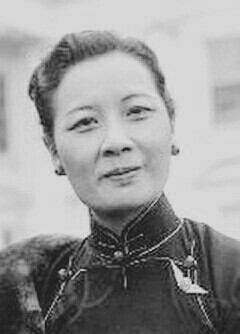
宋美齢／10月23日没

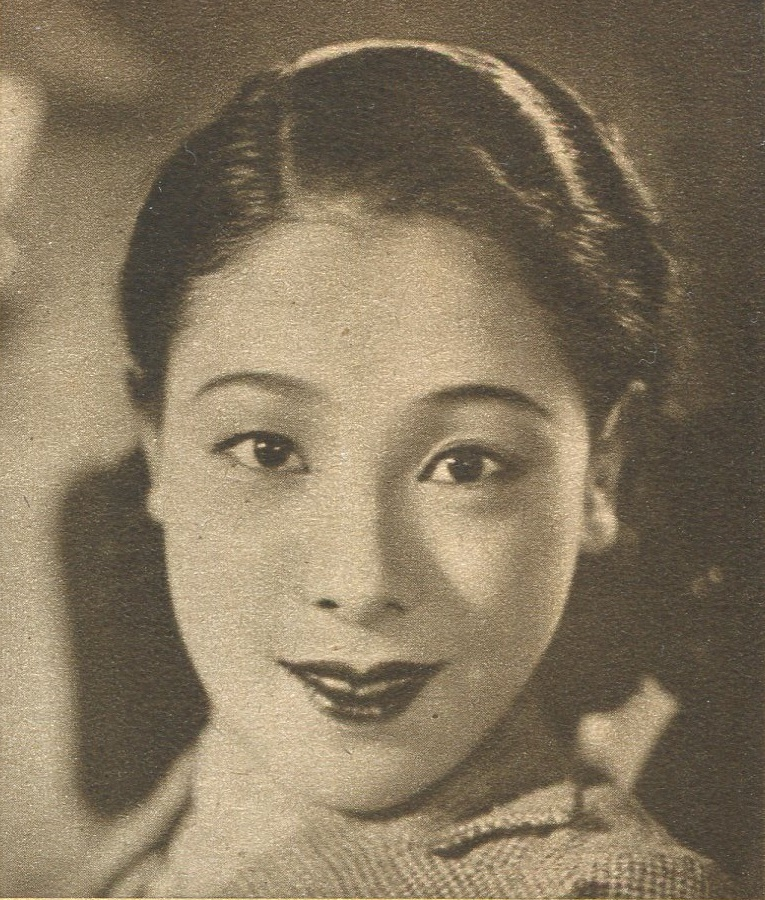
星玲子／10月24日没

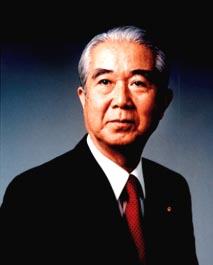
井上吉夫／10月24日没

- 10月16日 - 塩まさる、歌手（* 1908年）
- 10月23日 - 宋美齢 - 蔣介石夫人（* 1897年）
- 10月24日 - 桂川質郎 - 大相撲の力士・元幕内（* 1907年）
- 10月24日 - 星玲子、女優（* 1915年）
- 10月24日 - 井上吉夫、政治家、元国土庁長官・北海道開発庁長官・沖縄開発庁長官（* 1923年）
- 10月26日 - 育野重一、映画美術監督（* 1926年）
- 10月26日 - 宮里松正、政治家（* 1927年）
- 10月27日 - 佐竹一彦、作家（* 1949年）
- 10月31日 - 本郷かまと - 世界最高齢とされた女性（現在では記録が取り消されている）（* 1887年）
- 10月31日 - 圓鍔勝三、彫刻家（* 1906年）